# 1946年太平洋颱風季
| 太平洋颱風季             |
| 主題頁 - 專題 - 編輯指南 |

1946年太平洋颱風季泛指在1946年全年內的任何時間，於赤道以北及國際換日線以西的太平洋水域，以及南中國海所產生的熱帶氣旋。雖然有關方面並沒有設下本颱風季的指定期限，但大部份於西北太平洋的熱帶氣旋通常都會於五月至十二月期間形成。
本條目的範圍僅侷限於赤道以北及國際換日線以西的太平洋及南海的水域。於赤道以北及國際換日線以東的太平洋水域產生的風暴則被稱為颶風，並被列入1946年太平洋颶風季。在西太平洋產生的熱帶風暴是由聯合颱風警報中心命名，國際編號為46xx。而凡進入或產生於菲律賓風暴責任範圍以內的熱帶低氣壓，菲律賓大氣地理天文部門 (PAGASA) 都會為它們訂立一個菲律賓名稱，作當地警報用途；因此同一個風暴有時候會有兩個不同的名稱。
以下各熱帶氣旋資訊以熱帶氣旋存在期間的最強形態為準。

## 熱帶氣旋
在1946年，共有30個熱帶低氣壓形成，其中15個成為了熱帶風暴，13個成為了颱風，1個更成為了超級颱風。

### 颱風英格麗德 (Ingrid)
英格麗德於7月12日在菲律賓以東的海面形成，形成後大致向西北偏西移動。經多日的進一步增強，它於7月15日增強成四級颱風。之後它在菲律賓呂宋北部登陸並減弱為二級颱風，出海後進入南海北部，掠過東沙島東北海面。英格麗德最後於7月18日在珠江口一帶登陸，隨後在廣東西部沿岸轉向西移動並減弱，於7月20日在廣西內陸消散。

### 九月上旬颱風
這個颱風曾在9月7日引致皇家香港天文台懸掛八號（今八號東南）烈風信號近五小時。

### 颱風歐珀 (Opal)
一個熱帶低氣壓在菲律賓以東的海面生成，9月7日下午4時日本氣象廳將該熱帶低氣壓升格為熱帶風暴並命名為歐珀，聯合颱風警報中心緊接將此熱帶低氣壓升格為熱帶風暴。
9月8日上午11時，日本氣象廳將其升格為強烈熱帶風暴，下午10時聯合颱風警報中心將其升格為強烈熱帶風暴。
9月8日晚上12時，日本氣象廳將其升格颱風為颱風。聯合颱風警報中心將其升格為1級颱風，並表示該颱風加快速度。
9月9日凌晨1時，聯合颱風警報中心將其升格為2級颱風。
歐珀進入菲律賓離地很近的海域時突然減慢速度並開始增強。
9月9日上午11時，聯合颱風警報中心將其升格為3級颱風。下午1時，聯合颱風警報中心將其降級為2級颱風。下午3時將其降為1級颱風。下午6時該颱風登陸菲律賓，日本氣象廳和聯合颱風警報中心將其降級為強烈熱帶風暴。
離開菲律賓後，颱風穩定地向西北方向移動。
9月10日上午2時，該颱風速度減慢到每小時幾乎0公里。
9月11日下午1時，日本氣象廳將其升格爲颱風。下午2時35分，聯合颱風警報中心將其升爲1級颱風。下午3時皇家天文臺將其升爲颱風。
皇家天文臺在9月11日5時50分發出一號戒備信號。9月13日皇家天文臺預計颱風會在今天至翌日最接近香港，改發七號烈風或暴風信號。9月14日上午4時改發九號烈風或暴風增強信號。
由於在登陸前該颱風突然向西南方向移動，皇家天文臺因此在9月14日上午8時改發八號烈風或暴風信號。皇家天文臺在9月15日上午10時改發一號戒備信號，同日日本氣象廳及聯合颱風警報中心將其降為強烈熱帶風暴。
9月16日上午10時皇家天文臺取消所有熱帶氣旋警告。同日下午9時日本氣象廳將其降為熱帶風暴。同日下午10時聯合颱風警報中心和皇家天文臺將其降為熱帶風暴。
9月17日上午8時日本氣象廳將其降為熱帶低氣壓。同日上午9時皇家天文臺和聯合颱風警報中心將其降為熱帶低氣壓。
9月17日下午10時，日本氣象廳、皇家天文臺和聯合颱風警報中心將其降為低壓區。
後來，因為同年的颱風Querida造成的嚴重淹水，把本颱風資料從皇家天文台的電腦丟失。

### 十月下旬颱風
這個颱風曾在10月13日至14日引致皇家香港天文台懸掛五號（今八號西北）烈風信號近十五小時。

## 熱帶氣旋名單
| - Barbara - Charlotte - Dolly - Elinor - Ginny - Ingrid - Janie - Lilly | - Maggie - Opal - Priscilla - Querida - Alma - Betty - Dianne |

## 內部連結
- 1946年大西洋颶風季
- 1946年太平洋颶風季
- 1946年北印度洋氣旋季
- 1945－1946年西南印度洋熱帶氣旋季
- 1945－1946年澳洲地區熱帶氣旋季
- 1945－1946年南太平洋熱帶氣旋季
- 1946－1947年西南印度洋熱帶氣旋季
- 1946－1947年澳洲地區熱帶氣旋季
- 1946－1947年南太平洋熱帶氣旋季

## 外部連結
- 聯合颱風警報中心（页面存档备份，存于）
- 中央氣象台-颱風實時路徑顯示
- 中國中央氣象台
- 日本氣象廳熱帶氣旋資訊（页面存档备份，存于）
- 菲律賓大氣地理天文部門熱帶氣旋資訊
- 中央氣象局全球資訊網
- 香港天文台熱帶氣旋資訊（页面存档备份，存于）
- 澳門地球物理暨氣象局熱帶氣旋資訊（页面存档备份，存于）
- 熱帶氣旋衛星影像（页面存档备份，存于）
- 數位颱風—熱帶氣旋資料及圖片（页面存档备份，存于）